# 莫塔拉·迪亚基特
莫塔拉·迪亚基特(Mourtala Diakité，1980年10月1日—)，出生于马里首都巴马科，马里足球运动员，司职防守中场，也可担当中后卫，现在效力于中国足球甲级联赛球队广东日之泉。

## 职业生涯

### 俱乐部
2010年7月，在赛季中期的转会中，迪亚基特加盟山东鲁能泰山，并在与青岛中能的中超联赛中首发登场司职中后卫。虽然迪亚基特的表现起伏不定，失误也比较多，但由于山东队后防线人员短缺，所以在赛季下半程还是以主力身份为球队出场20次，并随队获得2010赛季中超联赛冠军。赛季结束后，迪亚基特没有获得续约而离开球队。
2011年7月，失业半年的迪亚基特加盟中国足球甲级联赛球队广东日之泉，以取代受伤的达里奥·德尔加多。他在2011赛季下半程出场13次，曾在8月13日广东日之泉主场3比2击败湖南湘涛中打进一个乌龙球。

### 国家队
迪亚基特曾代马里国家队征战非洲国家杯。

## 荣誉
- 山东鲁能泰山
  - 中国足球超级联赛冠军: 2010